# Janina Leskiewiczowa

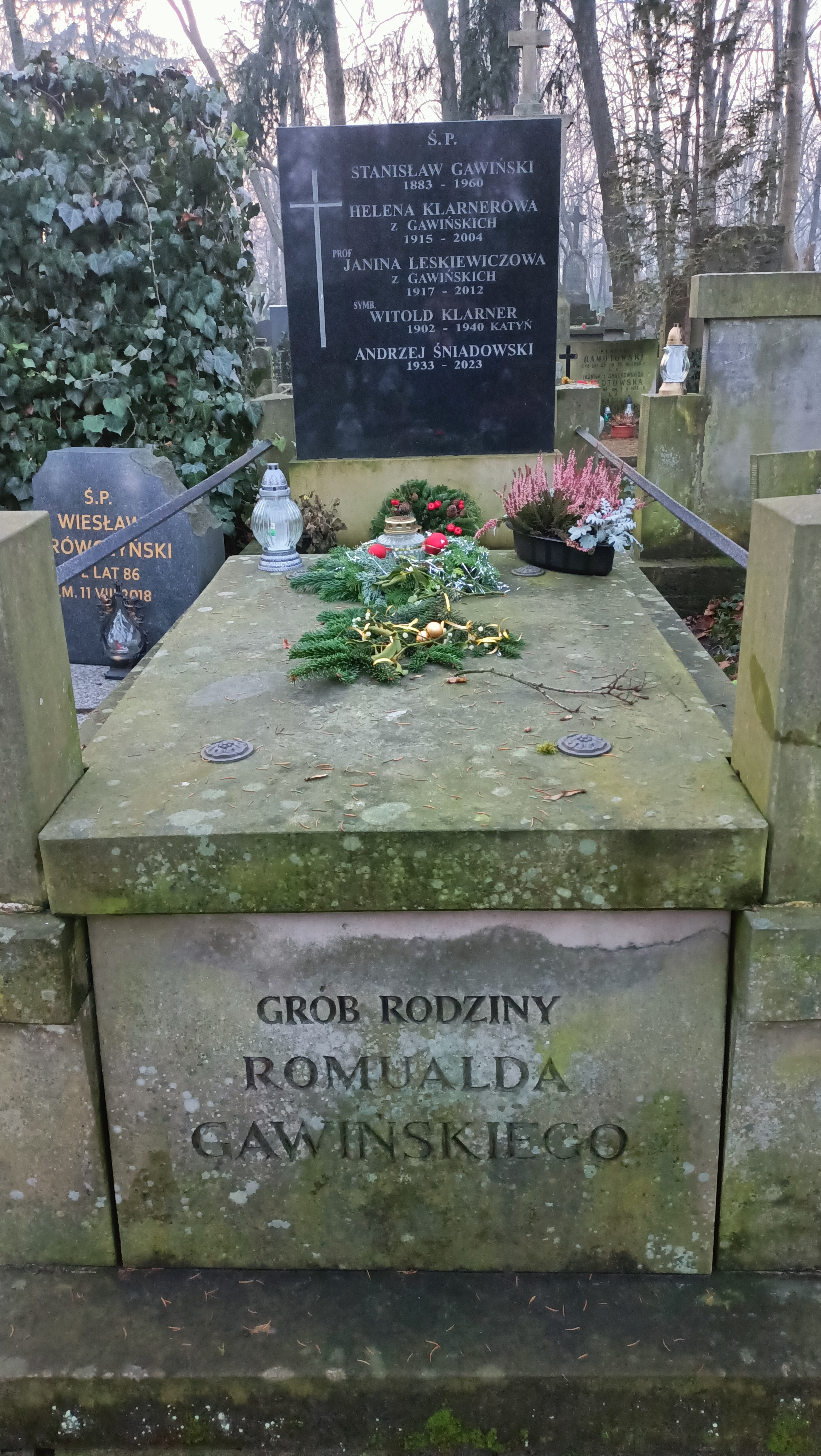
Grób Janiny Leskiewiczowej na Cmentarzu Powązkowskim

Janina Leskiewiczowa (ur. 15 września 1917 w Olszanie na Ukrainie, zm. 7 lipca 2012 w Warszawie) – polska historyk. Członek Honorowy Polskiego Towarzystwa Historycznego.

## Życiorys
Ukończyła Państwowe Gimnazjum im. Juliusza Słowackiego w Warszawie, a następnie studia wyższe na Wydziale Humanistycznym Uniwersytetu Warszawskiego. Nauczycielka historii na tajnych kompletach w czasie okupacji. Pracownik naukowy w Instytucie Historycznym Uniwersytetu Warszawskiego (1946-1953) i w Instytucie Historii Polskiej Akademii Nauk (1953-1988). Zajmowała się historią społeczną i gospodarczą. Autorka i redaktor wielu prac naukowych i badawczych z dziedziny historii wsi i dziejów społeczeństwa polskiego w XIX w. Redaktor wielotomowego Słownika Biograficznego Ziemianie Polscy XX wieku. Przedwojenna harcerka aktywnie zaangażowana w działalność „Trójki” - 3 WŻDH. Członek „Solidarności”, organizatorka pomocy dla represjonowanych w stanie wojennym. W latach 80. współorganizatorka niezależnego Studium Kultury Chrześcijańskiej przy kościele pw. św. Trójcy w Warszawie. Członek m.in. Polskiego Towarzystwa Historycznego, Towarzystwa Miłośników Historii, Polskiego Towarzystwa Ziemiańskiego. Odznaczona m.in. Brązowym Medalem „Zasłużony Kulturze – Gloria Artis” (2006) i Krzyżem Kawalerskim Orderu Odrodzenia Polski (2010). 

## Wybrane publikacje
- Dobra osieckie w okresie gospodarki folwarczno-pańszczyźnianej XVI-XIX w, Wrocław: Zakład Narodowy im. Ossolińskich - Wydawnictwo PAN 1957.
- Warszawa i jej inteligencja po powstaniu styczniowym 1864-1870 / Janina Leskiewiczowa ; Towarzystwo Miłośników Historii w Warszawie, Warszawa: Państwowe Wydawnictwo Naukowe 1961.
- Próba analizy gospodarki dóbr magnackich w Polsce : dobra wilanowskie na przełomie XVIII/XIX wieku, Warszawa: Państwowe Wydawnictwo Naukowe 1964.
- Historia i nowoczesność : problemy unowocześniania metodologii i warsztatu badawczego historyka, red. Janina Leskiewiczowa, Stefania Kowalska-Glikman, Zakład Narodowy im. Ossolińskich Wydawnictwo PAN Wrocław 1974.
- Społeczeństwo polskie połowy XIX w., Ústav československých a světových dějin ČSAV Praha 1988.